# Conquista mongola del Kara Khitay
La conquista mongola del Kara Khitay (1216-1218) fu la prima delle due campagne, consecutive, che permisero all'Impero mongolo di Gengis Khan d'inglobare l'Asia centrale.

Il khanato Kara Khitay era stato, alla fine del XII secolo, la potenza dominante nella macro-regione ma dal principio del Duecento una serie ininterrotta di ribellioni dei suoi vassalli, su tutti l'Impero corasmio, ed il colpo di stato orchestratovi dal transfuga Naiman Kuchlug, già nemico di Gengis Khan, l'avevano notevolmente indebolito. Quando Gurkhan Kuchlug assediò Almalik, una città appartenente ai turchi-Qarluq, già vassalli dei kitai ma da poco sottomessisi ai gengiscanidi, e uccise il loro sovrano Ozar, nipote acquisito di Gengis Khan, quest'ultimo inviò una forza al comando di Jebe e Barchuk per eliminare Kuchlug. Dopo che la sua forza di 30 000 uomini fu sconfitta da Jebe presso la capitale kitai di Balasagun, Kuchlug affrontò ribellioni contro il suo governo impopolare dovette fuggire in Afghanistan, dove fu catturato nel 1218 e consegnato ai mongoli che lo decapitarono.
Dopo aver sconfitto il Kara Khitay, i Mongoli avevano ora un confine diretto con l'Impero corasmio, il più potente e pericoloso vassallo dei kitai, la cui successiva conquista, nel 1219, sancì l'occupazione da parte dei mongoli di tutta l'Asia centrale.

## Contesto

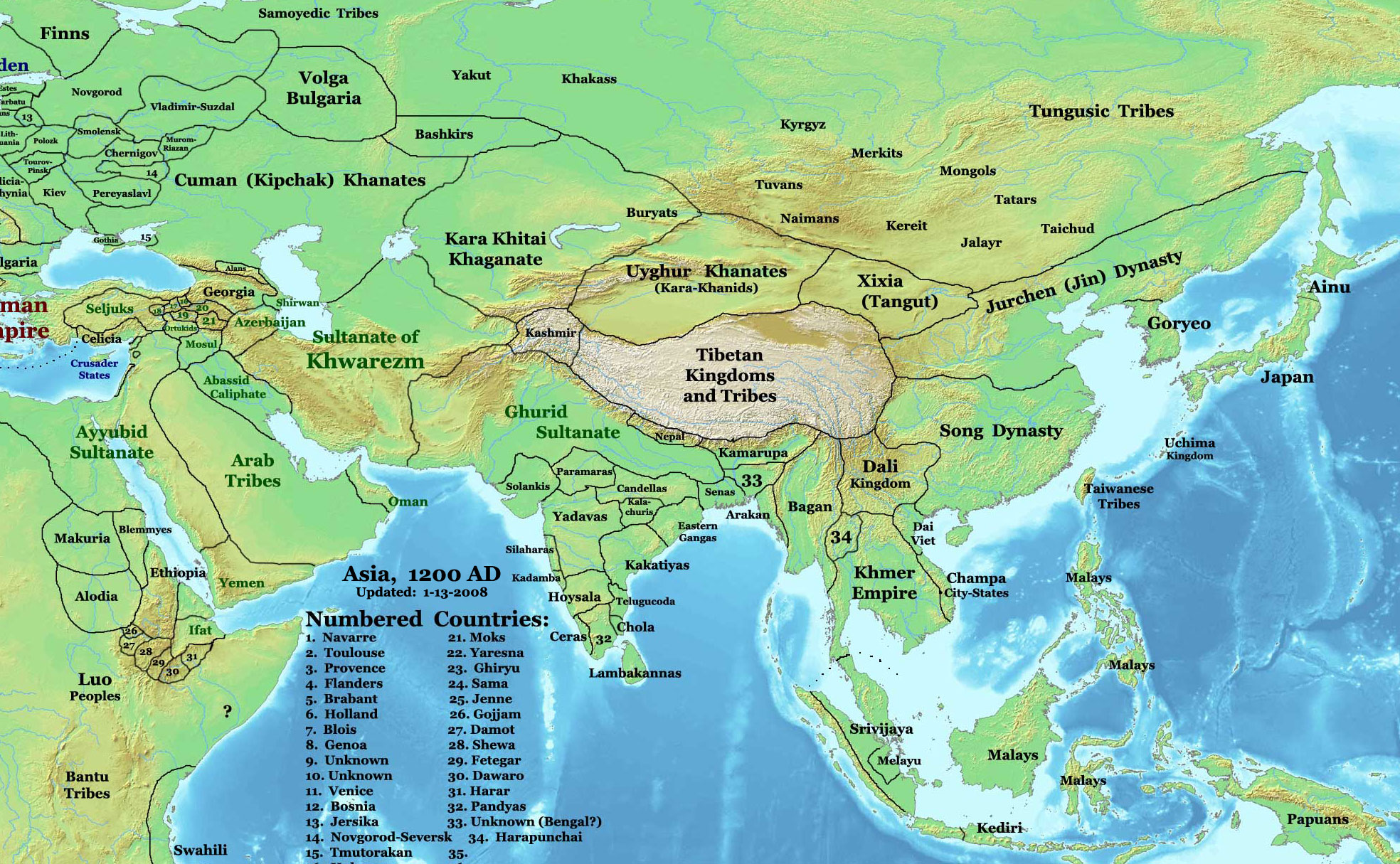
L'Asia nel 1200.

La forza dominante nell'Asia centrale della fine del XII secolo era il khanato Kara Khitay, fondato da Yelü Dashi (耶律大石S, Yēlǜ DàshíP, imperatore Dezong 德宗S, DézōngP, di Liao, r. 1124-1143) negli anni 1130 nelle terre tra il Semireč'e e il Ču. I Kara Khitay (lett. "Khitan nero") erano proto-mongoli Kitai, già fondatori della dinastia Liao (907–1125), che furono cacciati dalla Cina dai tungusi Jurchen della Dinastia Jīn. Per questo motivo il Kara Kitay è anche noto come "Dinastia Liao occidentale" (西遼S) ed entra a pieno titolo nel novero delle dinastie della storia cinese.

Yelü Dashi avanzò verso occidente, strappando all'Impero selgiuchide, di etnia turca, la Sogdiana, la Battria, la Corasmia ed entrando a Samarcanda nel 1141. Il sultano selgiuchide Ahmed Sanjar (r. 1118-1153) mosse contro i Kitai in armi ma fu sconfitto nella battaglia di Qatwan, salvandosi a stento. Yelü Dashi poté così occupare le province orientali dell'Impero selgiuchide ed assoggettare i suoi vassalli: fond. l'Impero corasmio e i Karakhanidi, oltre a potentati minori come il dominio dei turchi-Uiguri di Kara-Khoja e le terre dei turchi-Qarluq e dei turchi-Qangli. Causa la loro numerosa popolazione ed estensione, la Corasmia ed i Karakhanidi, anch'essi etnicamente turchi, poterono seguitare ad operare in modo quasi autonomo.
Al principio del XIII secolo, il Gurkhan del Kara Khitay, Yelü Zhilugu (耶律直魯古T, Yēlǜ ZhílǔgǔP, imperatore Tianxi 天禧S, TiānxīP, lett. "Gioia celeste", di Liao r. 1178-1211), si stava barcamenando tra dissidi e rivolte dei suoi vassalli, provocati dalla sempre più ingombrante personalità del sultano Muhammad II di Corasmia e dalle continue trame dei Karakhanidi, ed il tumulto dei popoli nomadi della steppa eurasiatica provocati dalla nascita dell'Impero mongolo di Gengis Khan (r. 1206-1227). Già nel 1195, quando i mongoli erano in guerra con i tatari, Zhilugu aveva avuto un abboccamento con il potente Toghril Khan dei Kereiti, mentore di Gengis ed allora personalità tra le più influenti nella steppa. Dopo l'ascensione di Gengis Khan a Khaghan di tutti i mongoli e tatari nel 1206, i problemi per Zhilugu si fecero concreti: due suoi vassalli, il nuovo khan dei turchi-Qarluq, Arslan Sartaqtai, e l'idiqut uiguro Barchuk Art Teqin, si sottomisero a Gengis Khan (1210). Sin dal 1208, un principe dei mongoli-Naiman di nome Kuchlug era fuggito da Gengis Khan (che aveva ucciso suo padre Tayang khan nel 1205 e suo zio Buyruq khan in quel medesimo 1208) alla corte di Zhilugu. Il Gurkhan aveva visto nel transfuga una risorsa da giocare sullo scacchiere orientale, probabilmente il mezzo per unire al suo esercito le armate dei Naiman e dei Merkit, e l'aveva accolto, facendone un consigliere ed un comandante, oltre a dargli in sposa una delle sue figlie, la principessa Hunhu.
Zhilugu stava in quegli anni affrontando l'aperta rivolta di Muhammad II di Corasmia, che aveva preso Bukhara nel 1207, e di Osman Khan di Samarcanda. Il Gurkhan marciò su Samarcanda con 30 000 uomini, la pacificò e vi sconfisse i corasmi. Nel 1210, mentre Zhilugu stava affrontando una rivolta di Samarcanda, Kuchlug, alleatosi con Muhammad II, colse l'occasione per ribellarsi contro suo suocero e s'impossessò del tesoro kitai a Uzgen. Zhilugu lasciò Samarcanda per occuparsi di Kuchlug ma Muhammad II sfruttò l'opportunità per impadronirsi della città, quindi sconfisse il Qara Khitai vicino a Taraz (nell'odierno Kazakistan) e ottenne il controllo della Transoxiana. Zhilugu si ritirò nella sua capitale di Balasagun (nell'attuale Kirghizistan) e sconfisse Kuchlug che si ritirò verso est, nelle terre dei Naiman. Tuttavia, nel 1211, mentre Zhilugu era a caccia, cadde in un'imboscata e fu catturato da Kuchlug, arrivato con 8000 uomini, vicino a Kashgar, nel deserto del Taklamakan (nello Xinjiang cinese).
Riuscito il colpo di stato, Kuchlug fece di Zhilugu un sovrano fantoccio e, quando il Gurkhan morì nel 1213, Kuchlug assunse il controllo formale del khanato. Originariamente nestoriano, una volta tra i Kitai, Kuchlug si convertì al buddhismo e iniziò a perseguitare la maggioranza musulmana del paese, costringendoli a convertirsi al buddismo o al cristianesimo, una mossa che allontanò Kuchlug dalla maggior parte della popolazione.

## Casus belli
Lo scontro aperto con Gengis Khan fu provocato dall'attacco portato da Kuchlug alla città di Almalik, in Zungaria, dei turchi-Qarlq, ormai vassalli dell'Impero mongolo e il cui sovrano, Ozar, era sposato con una figlia di Jochi, il primogenito di Gengis Khan. Ozar fu ucciso e Kuchlug avanzò verso la città che chiese allora aiuto al Khagan. Gengis Khan aveva allora appena terminato la sua campagna contro l'impero Jīn, culminata con la conquista di Zhongdu, la capitale nemica (occupante gli attuali distretti di Xicheng e Fengtai di Pechino). Non potendo rilocalizzare la totalità dell'armata imperiale per una campagna nell'estremo occidente ma deciso a chiudere l'annosa contesa con Kuchlug, il Khagan optò per un blitz la cui esecuzione fu affidata ai suoi generali/consiglieri Jebe e Subedei.

## Invasione

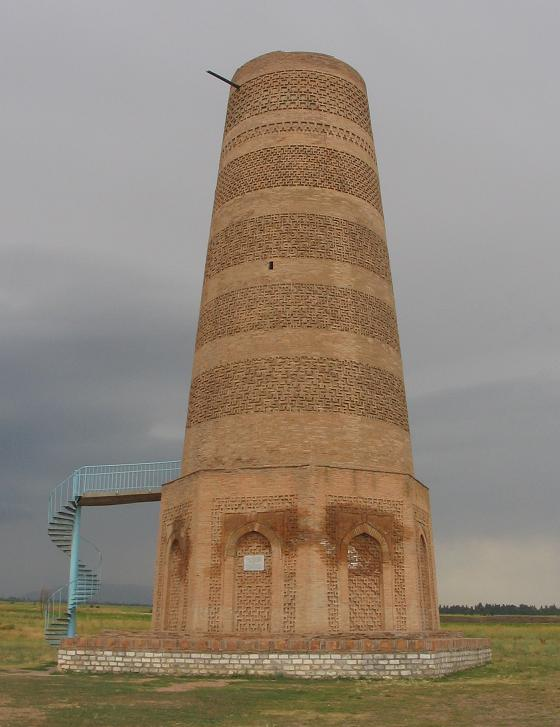
Torre di Burana, nel posto dove un tempo sorgeva Balasagun.

Nel 1216, dopo aver chiesto al sultano Muhammad II di Corasmia di non aiutare Kuchlug, Gengis Khan inviò Jebe con due tumen (20 000 soldati), insieme a idiqut Barchuk, genero del Khagan, e fors'anche Arslan Khan, sovrano della città Qarluq di Qayaliq nonché altro genero di Gengis, ad affrontare la minaccia kitai, mentre inviava Subedei con altri due tumen in una campagna simultanea contro i Merkit già alleati dei Naiman e di Kuchlug. I due eserciti viaggiarono fianco a fianco attraverso i Monti Altaj e Tarbagatai fino ad arrivare ad Almalik. A quel punto, Subedei virò a sud-ovest, distruggendo i Merkit e proteggendo il fianco di Jebe da eventuali attacchi dei corasmi, sulla cui neutralità Gengis Khan non aveva, apparentemente, fatto troppo affidamento.
Jebe si rifocillò ad Almalik, poi si spostò a sud del Lago Balqaš, nelle terre del Kara Khitay, e puntò sulla capitale nemica, Balasung. Kuchlug commise a questo punto l'errore di affrontare Jebe in campo aperto, apparentemente contando sulla superiorità numerica del suo esercito (30 000 uomini contro i 20 000 dei gengiscanidi), invece di trincerarsi in città e costringere i mongoli all'assedio. Kuchlug fu sconfitto e costretto a fuggire. Approfittando dei disordini originatisi durante il governo dell'usurpatore Naiman, Jebe ottenne il sostegno della popolazione musulmana del Kara Khitay annunciando che la politica di persecuzione religiosa del fuggitivo Gurkhan era terminata.
Kuchlug commise a questo punto un secondo errore, risolvendo di rifugiarsi a Kashgar, città che aveva razziato durante la sua rivolta contro Zhilugu. Quando l'esercito di Jebe arrivò a Kashgar, nel 1217, la popolazione dell'oasi si ribellò prontamente e si rivoltò contro Kuchlug, costringendolo a fuggire per salvarsi la vita mentre i suoi soldati venivano massacrati dalla folla inferocita.
Jebe inseguì a questo punto Kuchlug attraverso le montagne del Pamir fino al Badakhshan, nell'odierno Afghanistan, dove, secondo 'Ata Malik Juwayni, un gruppo di cacciatori indigeni catturò Kuchlug e lo consegnò ai mongoli che lo decapitarono prontamente (1218). La testa del Gurkhan fu poi riportata da Jebe nel Kara Khitay ed esposta dai mongoli nelle città che avevano sofferto sotto la dominazione dell'usurpatore Naiman.

## Conseguenze
Quando la notizia della vittoria di Jebe su Kuchlug raggiunse Gengis Khan, l'imperatore ne fu preoccupato, perché temeva che ciò potesse spingere il generale a covare sogni di maggior gloria ed a ribellarsi contro di lui. Saputo ciò, Jebe tornò immediatamente al cospetto del Khagan recando in dono 100 cavalli bianchi (simili al cavallo che Gengis montava nella battaglia dei tredici lati durante la quale Jebe, allora suo nemico, lo ferì al collo con una freccia) in segno di lealtà e mise a tacere ogni dubbio.
Con la morte di Kuchlug, l'impero mongolo si assicurò il controllo del khanato Kara Khitay. La morte di Yelü Zhilugu nel 1213 aveva posto formalmente termine alla dinastia Liao. Un'altra dinastia kitai, fondata da Buraq Hajib (†1234) del Kara Khitay, sopravvisse in Carmania (nell'attuale Iran) come stato-vassallo dei mongoli salvo cessare d'esistere come entità durante il regno del sovrano mongolo ilkhan Oljeitu (r. 1304-1316).
Il controllo sul Kara Khitay, garantì all'Impero mongola un saldo avamposto in Asia centrale, direttamente al confine con la compagine statale che, proprio in quei decenni, s'andava affermando come dominante a discapito dei kitai: l'Impero corasmio. Le relazioni con i corasmi si sarebbero rapidamente deteriorate, portando all'invasione mongola di quel territorio nel volgere d'un anno.

### Esplicative
1. ↑  Juwayni.
«Quando si avvicinò a Sarigh-Chopan, sbagliò strada (come era giusto che facesse) ed entrò in una valle senza uscita. Alcuni cacciatori Badakhshani stavano cacciando nelle montagne vicine. Scorsero Küchlüg e i suoi uomini e si voltarono verso di loro; mentre i mongoli salivano dall'altra parte. Poiché la valle era di natura aspra e il cammino era difficile, i mongoli si accordarono con i cacciatori. «Questi uomini», dissero, «sono Küchlüg e i suoi seguaci, che sono sfuggiti alla nostra presa. Se catturate Küchlüg e ce lo consegnate, non vi chiederemo altro.» Quegli uomini circondarono quindi Küchlüg e i suoi seguaci, lo fecero prigioniero e lo consegnarono ai mongoli che gli tagliarono la testa e la portarono via con loro.»

### Bibliografiche
1. ↑  Biran 2005, p. 93.
2. ↑  Biran 2009, p. 44.
3. ↑  Golden 2009, p. 12.
4. ↑  Soucek 2000, cap. 4.
5. ↑  Storia segreta dei Mongoli.
6. ↑  Biran 2005, pp. 60-90.
7. 1 2  Morgan 2007, p. 54.
8. 1 2  Soucek 2000, cap. 6.
9. ↑  Broadbridge 2018, pp. 123–124 e 145.
10. ↑  Broadbridge 2018, pp. 155-156.
11. ↑  Lococo 2008, p. 75.
12. ↑  Gabriel 2004, p. 70.
13. ↑  Broadbridge 2018, pp. 122-123 e 155-156.
14. ↑  Lococo 2008, p. 76.
15. ↑  Gabriel 2004, pp. 70-71.
16. ↑  Turnbull 2003, p. 16.
17. 1 2 3  Beckwith 2009, pp. 187-188.
18. ↑  Storia degli Yuan.
19. ↑  Pow 2017, p. 36.
20. ↑  Biran 2005, p. 87.

### Fonti
- (ZH) Song Lian (a cura di), 元史S, Yuán ShǐP, lett. "Storia di Yuan" [Storia degli Yuan], 1370.
- (ZH) Toqto'a (a cura di), 遼史T, 辽史S, Liáo ShǐP, lett. "Storia di Liao" [Storia dei Liao], 1344.
- (MN) Монголын Нууц Товчоо (Mongolyn Nuuc Tovčoo) [Storia segreta dei Mongoli], 1240. ed.  Sergei Kozin (a cura di), Storia segreta dei Mongoli, traduzione di M. Olsùfieva, Guanda, 2021  [1988], ISBN 9788823525818.
- (LA) Giovanni da Pian del Carpine, Historia Mongalorum, post-1247.
- (AR) Rashid al-Din Hamadani, Jami' al-tawarikh, XIV secolo. ed. (EN) Rashid al-Din Hamadani, The Successors of Genghis Khan, traduzione di John Andrew Boyle, Columbia University Press, 1971.
- (AR) 'Ata Malik Juwayni, Tarīkh-i Jahān-gushā [Storia del conquistatore del mondo], post. 1260. ed.  'Ata Malik Juwayni, Gengis-Khan : Il conquistatore del mondo, a cura di Gian Roberto Scarcia, Mondadori, 1962.

### Studi
- (EN) Christopher I. Beckwith, Empires of the Silk Road: A History of Central Eurasia from the Bronze Age to the Present, Princeton University Press, 2009, ISBN 978-1-4008-2994-1.
- (EN) Michal Biran, The Mongols in Central Asia from Chinggis Khan's invasion to the rise of Temür, in The Chinggisid Age, The Cambridge History of Inner Asia, Cambridge University Press, 2009,  pp. 46-66, DOI:10.1017/CBO9781139056045.004, ISBN 978-1-139-05604-5.
- (EN) Michal Biran, The Empire of the Qara Khitai in Eurasian History: Between China and the Islamic World, Cambridge Studies in Islamic Civilization, Cambridge University Press, 2005, ISBN 0-521-84226-3.
- (EN) Anne F. Broadbridge, Women and the Making of the Mongol Empire, Cambridge University Press, 2018, ISBN 978-1-108-42489-9.
- (EN) Richard A. Gabriel, Genghis Khan's Greatest General: Subotai the Valiant, Norman (OK), University of Oklahoma Press, 2004, ISBN 0-8061-3734-7.
- (EN) Peter Golden, Inner Asia c.1200, in The Chinggisid Age, The Cambridge History of Inner Asia, Cambridge University Press, 2009,  pp. 9-25, DOI:10.1017/CBO9781139056045.004, ISBN 978-1-139-05604-5.
- (EN) Paul Lococo, Genghis Khan: History's Greatest Empire Builder, Washington, D.C., Potomac Books, 2008, ISBN 978-1-61234-060-9.
- (EN) David Morgan, The Mongols, 2.ª ed., Hoboken (NJ), Wiley-Blackwell, 2007, ISBN 978-1-4051-3539-9.
- (EN) Stephen Pow, The Last Campaign and Death of Jebe Noyan, in Journal of the Royal Asiatic Society, vol. 27, n. 1, Cambridge University Press, 2017,  pp. 31-51.
- (EN) Svatopluk Soucek, A History of Inner Asia, Cambridge University Press, 2000, ISBN 0-521-65704-0.
- (EN) Stephen Turnbull, Genghis Khan & the Mongol Conquests 1190–1400, Osprey Publishing, 2003, ISBN 1-84176-523-6.